# Lokrume socken
Lokrume socken ingick i Gotlands norra härad, ingår sedan 1971 i Gotlands kommun och motsvarar från 2016 Lokrume distrikt.
Socknens areal är 34,91 kvadratkilometer allt land. År 2020 fanns här 290 invånare.  Kyrkbyn Lokrume med sockenkyrkan Lokrume kyrka ligger i socknen. 

## Administrativ historik
Lokrume socken har medeltida ursprung. Socknen tillhörde Bro ting som i sin tur ingick i Bro setting i Nordertredingen.
Vid kommunreformen 1862 övergick socknens ansvar för de kyrkliga frågorna till Lokrume församling och för de borgerliga frågorna bildades Lokrume landskommun. Landskommunen inkorporerades 1952 i Tingstäde landskommun och ingår sedan 1971 i Gotlands kommun. Församlingen uppgick 2007 i Väskinde församling.
1 januari 2016 inrättades distriktet Lokrume, med samma omfattning som församlingen hade 1999/2000.  
Socknen har tillhört samma fögderier och domsagor som Gotlands norra härad. De indelta båtsmännen tillhörde Gotlands första båtsmanskompani.

## Geografi
Lokrume socken ligger i Gotlands norra inland. Socknen består i norr av uppodlade myrmarker och i söder av skog och hällmarker.
Postnummer är 621 74, riktnummer 0498.

### Gårdsnamn
Aner, Annexen, Björnungs, Gannarve, Grausne, Haltarve Lilla, Haltarve Stora, Hammars Lilla, Hammars Stora, Kroks, Lauks, Mörby Lilla, Mörby Stora, Nyplings, Stenby, Suderbys, Tomase.

### Ortnamn
Lustigs torp.

## Fornlämningar
Kända från socknen är fem mindre gravfält, stensträngar, skeppssättningar och stenar och hällar med sliprännor från järnåldern. Fyra silverskatter har påträffats.

## Namnet
Namnet (1300-talet Lokarum) innehåller efterleden rum, 'öppen plats'. Förleden har olika tolkningar, en är lauk, 'lök' och betydelsen blir då 'den öppna platsen där det växer lök'. Alternativt kan förleden innehålla gårdsnamnet Lauks och betydelsen blir då 'den öppna platsen som hör till Lauksborna'.

## Befolkningsutveckling
| Befolkningsutvecklingen i Lokrume socken 1750–2020 | Befolkningsutvecklingen i Lokrume socken 1750–2020 | Befolkningsutvecklingen i Lokrume socken 1750–2020 | Befolkningsutvecklingen i Lokrume socken 1750–2020 | Befolkningsutvecklingen i Lokrume socken 1750–2020 |
| --- | -------------------------------------------------- | -------------------------------------------------- | -------------------------------------------------- | -------------------------------------------------- |
| |                                                    |                                                    |                                                    |                                                    |
| År |                                                    |                                                    | Folkmängd                                          |                                                    |
| 1750 | 1750                                               |                                                    | 239                                                |                                                    |
| 1760 | 1760                                               |                                                    | 263                                                |                                                    |
| 1769 | 1769                                               |                                                    | 251                                                |                                                    |
| 1780 | 1780                                               |                                                    | 253                                                |                                                    |
| 1790 | 1790                                               |                                                    | 269                                                |                                                    |
| 1800 | 1800                                               |                                                    | 303                                                |                                                    |
| 1810 | 1810                                               |                                                    | 316                                                |                                                    |
| 1820 | 1820                                               |                                                    | 317                                                |                                                    |
| 1830 | 1830                                               |                                                    | 330                                                |                                                    |
| 1840 | 1840                                               |                                                    | 328                                                |                                                    |
| 1850 | 1850                                               |                                                    | 359                                                |                                                    |
| 1860 | 1860                                               |                                                    | 412                                                |                                                    |
| 1870 | 1870                                               |                                                    | 421                                                |                                                    |
| 1880 | 1880                                               |                                                    | 422                                                |                                                    |
| 1890 | 1890                                               |                                                    | 378                                                |                                                    |
| 1900 | 1900                                               |                                                    | 395                                                |                                                    |
| 1910 | 1910                                               |                                                    | 412                                                |                                                    |
| 1920 | 1920                                               |                                                    | 435                                                |                                                    |
| 1930 | 1930                                               |                                                    | 441                                                |                                                    |
| 1940 | 1940                                               |                                                    | 451                                                |                                                    |
| 1950 | 1950                                               |                                                    | 409                                                |                                                    |
| 1960 | 1960                                               |                                                    | 375                                                |                                                    |
| 1970 | 1970                                               |                                                    | 317                                                |                                                    |
| 1980 | 1980                                               |                                                    | 358                                                |                                                    |
| 1990 | 1990                                               |                                                    | 361                                                |                                                    |
| 2000 | 2000                                               |                                                    | 336                                                |                                                    |
| 2010 | 2010                                               |                                                    | 306                                                |                                                    |
| 2020 | 2020                                               |                                                    | 290                                                |                                                    |
| Anm: Källor: Umeå universitet - Tabellverket 1749-1859, Demografiska databasen, CEDAR, Umeå universitet, Befolkningsutvecklingen i Gotlands socknar 2000 - 2010, Folkmängden per distrikt, landskap, landsdel eller riket efter kön. År 2015 - 2022. |                                                    |                                                    |                                                    |                                                    |

### Fotnoter
1. 1 2  Svensk Uppslagsbok andra upplagan 1947–1955: Lokrume socken
2. ↑  ”Folkmängden per distrikt, landskap, landsdel eller riket efter kön. År 2015 - 2022”. Statistikdatabasen. Statistiska centralbyrån. http://www.statistikdatabasen.scb.se/pxweb/sv/ssd/START__BE__BE0101__BE0101A/FolkmangdDistrikt/. Läst 23 april 2023.
3. ↑  ”Församlingar”. Statistiska centralbyrån. https://www.scb.se/hitta-statistik/regional-statistik-och-kartor/regionala-indelningar/forsamlingar/. Läst 30 december 2022.
4. ↑  Administrativ historik för Lokrume socken (Klicka på församlingsposten). Källa: Nationella arkivdatabasen, Riksarkivet.
5. ↑  Om Gotlands båtsmanskompani
6. 1 2  Sjögren, Otto (1931). Sverige geografisk beskrivning del 2 Östergötlands, Jönköpings, Kronobergs, Kalmar och Gotlands län. Stockholm: Wahlström & Widstrand. Libris 9939
7. 1 2  Nationalencyklopedin
8. ↑  Förteckning över slipskåror
9. ↑  Fornlämningar, Statens historiska museum: Lokrume socken
10. ↑  Fornminnesregistret, Riksantikvarieämbetet: Lokrume socken Fornminnen i socknen erhålls på kartan genom att skriva in sockennamn (utan "socken") i "Ange geografiskt område"
11. ↑  Mats Wahlberg, red (2003). Svenskt ortnamnslexikon. Uppsala: Institutet för språk och folkminnen. Libris 8998039. ISBN 91-7229-020-X. https://isof.diva-portal.org/smash/get/diva2:1175717/FULLTEXT02.pdf